# Caoli
Caoli (kinesiska: 曹李, 曹李乡) är en socken i Kina. Den ligger i provinsen Henan, i den centrala delen av landet, omkring 91 kilometer sydost om provinshuvudstaden Zhengzhou.
Genomsnittlig årsnederbörd är 737 millimeter. Den regnigaste månaden är juli, med i genomsnitt 173 mm nederbörd, och den torraste är januari, med 3 mm nederbörd.